# Ecteinascidia diaphanis
Ecteinascidia diaphanis är en sjöpungsart som beskrevs av Sluiter 1885. Ecteinascidia diaphanis ingår i släktet Ecteinascidia och familjen Perophoridae. Inga underarter finns listade i Catalogue of Life.